# Raúl Fernández Longe
Raúl Fernández Longe (Antofagasta, 21 de enero de 1915 – Santiago, 26 de octubre de 1991) fue un político chileno, miembro del Partido Radical, quien ocupó diversos cargos, entre los que destacan los de subsecretario (viceministro) de Economía durante la presidencia de Gabriel González Videla y presidente del Banco del Estado bajo el gobierno de la Unidad Popular encabezado por Salvador Allende.

## Biografía
Estudió en el Internado Nacional Barros Arana y cursó Derecho en la Universidad de Chile, pero entusiasmado con sus actividades políticas, no llegó a titularse. Ocupó importantes cargos directivos de la juventud y del Partido Radical en la década de 1940.
Fue secretario general de la Juventud Radical, presidente de las Juventudes de Izquierda y del Primer Congreso de Juventudes (1942).
Bajo González Videla, del que había sido secretario, ocupó los cargos de director general de Estadísticas (1947), subsecretario de Economía y Comercio (1947-1950) y director de la Corporación de Ventas de Salitre y Yodo (1952).
En enero de 1946 se casó con Olga Bianchi —hija del diplomático y escritor Guillermo Bianchi—, feminista y defensora de derechos humanos chileno-costarricense que llegaría a ser vicepresidenta de la Liga Internacional de Mujeres por la Paz y la Libertad (LIMPAL). El matrimonio, que tuvo dos hijos, se quebró poco después del nacimiento, en 1949, del menor, y Raúl Fernández crio a ambos niños, que quedaron bajo su tuición. Más tarde contrajo matrimonio con Ileana Scarneo Denegri, con quien tuvo una hija.
Durante el gobierno de Jorge Alessandri (1958-1964) fue designado presidente de la Hotelera Nacional (HONSA, 1962-1965) y de la Petroquímica Chilena.
Desde 1959 se desempeñó, paralelamente con los cargos arriba mencionados, como secretario ejecutivo de la Asociación Nacional de la Prensa (ANP), hasta su nombramiento como presidente del Banco del Estado (1972-1973) bajo Allende.
También fue consejero de la Corporación de Fomento de la Producción (CORFO, 1961-1965 y 1970-1973), y miembro de Consorcio Periodístico de Chile (Copesa)
Después del golpe militar del 11 de septiembre de 1973 fue nombrado asesor del directorio de la Asociación Nacional de la Prensa en 1974, cargo que ocupó hasta su muerte.
Estuvo detenido y encarcelado brevemente en 1975 cuando se disponía a salir del país, ya que el régimen militar de Augusto Pinochet había dado orden de captura contra todos los altos funcionarios del gobierno de la Unidad Popular y dichas órdenes, que estaban en los puestos fronterizos desde 1973, no habían sido retiradas. Después de una corta estadía en Argentina, regresó a Chile.

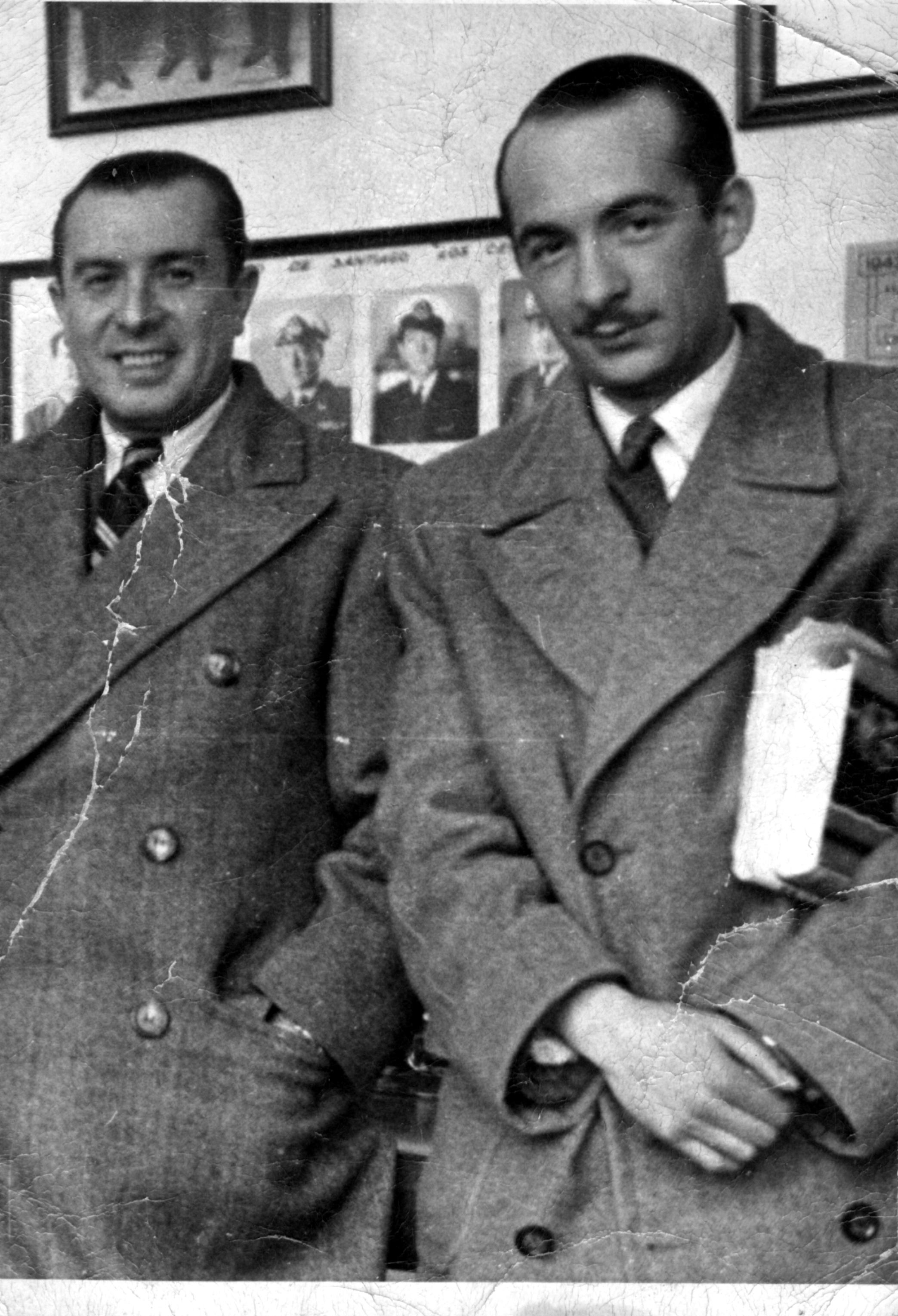
Gabriel González Videla (izq.) con Raúl Fernández Longe

Falleció a consecuencia de un cáncer al páncreas en su casa de Santiago el 26 de octubre de 1991 y, de acuerdo con su voluntad, sus restos fueron incinerados y esparcidos en el Cerro Manquehue.